# Campionato mondiale di hockey su ghiaccio 1978
Il campionato mondiale di hockey su ghiaccio 1978 (45ª edizione) si è svolto dal 26 aprile al 14 maggio 1978 in Cecoslovacchia, in particolare nella città di Praga. Esso è stato considerato anche come campionato europeo, alla sua 56ª edizione.
Vi hanno partecipato otto rappresentative nazionali. A trionfare è stata la nazionale sovietica.

## Nazionali partecipanti
- Cecoslovacchia
- Unione Sovietica
- Canada
- Svezia
- Germania Est
- Stati Uniti
- Germania Ovest
- Finlandia

## Podio

### Mondiale
| Pos. | Squadra          |
| ---- | ---------------- |
| 1°   | Unione Sovietica |
| 2°   | Cecoslovacchia   |
| 3°   | Canada           |

### Europeo
| Pos. | Squadra          |
| ---- | ---------------- |
| 1°   | Unione Sovietica |
| 2°   | Cecoslovacchia   |
| 3°   | Svezia           |